# Koopmann
Koopmann, Kopman oder Kopmann ist ein niederdeutscher und niederländischer Familienname.
Koopmann ist die niederdeutsche bzw. niederländische Bezeichnung für den Kaufmann.

## Namensträger
- Andreas Koopmann (* 1951), Schweizer Manager
- Bernhard Kopman (vor 1275–nach 1314), Ratsherr der Hansestadt Rostock
- Carl Koopmann (1797–1894), deutscher Historienmaler in Karlsruhe, 1835 Lehrer von Bernhard Fries
- Eduard Koopmann (1863–1926), deutscher Textil- und Seidenkaufmann, Handelsgerichtsrat, Verbandsfunktionär und türkischer Konsul
- Elisabeth Catherina Koopmann Hevelius (1647–1693), deutsche Astronomin, siehe Elisabeth Hevelius
- Erwin Koopmann (1900–1943), deutscher Heeresoffizier, Ritterkreuzträger
- Frank Koopmann (* 1968), deutscher Drehbuchautor
- Hans Koopmann (1885–1959), deutscher Mediziner und Hochschullehrer
- Helmut Koopmann (* 1933), deutscher Germanist
- Johann Koopmann (1901–1960), deutscher Politiker (SPD), MdL
- Johann Dittmer Koopmann (1804–1875), Kaufmann
- Jörg Koopmann (* 1968), deutscher Fotograf
- Manfred Koopmann, deutscher Jurist, Präsident des Verwaltungsgerichtes Münster
- Mischa Kopmann (* 1968), deutscher Autor
- Pascal Koopmann (* 1990), deutscher Fußballspieler
- Silvan Koopmann (* 1948), deutscher Posaunist
- Victoria Koopmann (* 1991), deutsche Journalistin
- Wilhelm Heinrich Koopmann (1814–1871), deutscher Geistlicher, lutherischer Bischof für Holstein